# Etzleben
Etzleben è un comune di 266 abitanti della Turingia, in Germania.
Appartiene al circondario del Kyffhäuser (targa KYF) ed è amministrato dal comune amministratore (Erfüllende Gemeinde) di An der Schmücke.